# ليني بتلر
ليني بلتر (بالإنجليزية: Lanee Butler) (1970-)، وهيَ مُتسابقة رُكوب قوارب شِراعية في أمريكا. وُلدت ليني في 3 حزيران 1970 في منطقة مانهاست في ولاية نيويورك الأمريكية. نافَست ليني في أربع دورات للألعاب الأولمبية (1992-2004)، وكانَت دورة سنة 2000 أفضل الدورات التي نافَست بِها.

## المَراجع
1. ↑  ليني بتلر  على موقع SportsReference  - سبورتس رفرنس
2. ↑  Sailing at the 2000 Sydney Summer Games: Women's Windsurfer | Olympics at Sports-Reference.com نسخة محفوظة 03 يوليو 2017 على موقع واي باك مشين.

## روابط خارجية
- ليني بتلر على موقع الاتحاد الدولي للملاحة الشراعية (موقع جديد) (الإنجليزية)
- ليني بتلر على موقع الاتحاد الدولي للملاحة الشراعية (موقع قديم) (الإنجليزية)
- ليني بتلر على موقع الاتحاد الدولي للملاحة الشراعية (موقع قديم) (الإنجليزية)
- ليني بتلر على موقع اللجنة الأولمبية الدولية (الإنجليزية)
- ليني بتلر على موقع أوليمبيديا (الإنجليزية)